# Kęczewo
Kęczewo (do 14 lutego 2002 Kęczewizna) – wieś sołecka w Polsce położona w województwie mazowieckim, w powiecie mławskim, w gminie Lipowiec Kościelny.
W latach 1975–1998 miejscowość administracyjnie należała do województwa ciechanowskiego.
Na terenie wsi funkcjonowała szkoła podstawowa wybudowana w 1938 roku. Placówka funkcjonowała do roku 2008. Obecnie przekształcona w budynek mieszkalny.
W Kęczewie istniał drewniany wiatrak typu koźlak wybudowany pod koniec XIX wieku. Remontowany w 1948 r. następnie nieczynny od 1966 r. Uległ zniszczeniu w ostatnich latach XX wieku.
Od nazwy wsi wywodzi się ród Kęczewskich.

## Historia
Wieś po raz pierwszy jest wspomniana w 1411 roku, w aktach procesów polsko-krzyżackich jako Cancewo.
Według spisu z XIX wieku we wsi było 36 domów, włościanie posiadali 640 mórg pól uprawnych oraz 468 mórg lasu. Dwór był w posiadaniu 629 mórg gruntu ornego oraz 469 mórg lasu. W skład dóbr kęczewskich wchodziły: Kęczewo, Lipowiec Podborny (odsprzedany w 1880 roku) i Niedziałki Kęczewskie.
W drugiej połowie XIX wieku, Józef Kosiński herbu Rawicz wybudował we wsi gorzelnię, a następnie przekształcił ją w krochmalnię. W czasie przygotowywania pierwszego transportu do Prus, wskutek wadliwej instalacji budynek zapalił się i spłonął doszczętnie. Obecnie po byłych obiektach przemysłowych nie ma już śladu.
31 marca 1864 r. w okolicach Kęczewa wojska rosyjskie dowodzone przez esauła Dukmasowa i Aksentiewa zaatakowały powstańców styczniowych. Oddział został rozbity w skutego czego, życie straciło 17 (lub 19) powstańców, 8 zostało rannych a 58 wziętych do niewoli. Dowódca oddziału, kapitan Wandel ps. „Bruder” został rozstrzelany w Mławie. W 1939 r. w mogile powstańców pochowano nieznanych żołnierzy WP.
W dniach 1-4 września 1939 roku w okolicy Kęczewa walczyła 15 Brygada Kawalerii, broniąca granic Rzeczypospolitej przed III Rzeszą. We wsi znajduje się głaz upamiętniający to wydarzenie.
15 lutego 2002 nastąpiła zmiana nazwy z Kęczewizna na Kęczewo.

## Zabytki
- Kamienny krzyż wystawiony w 1908 roku przez właściciela majątku ziemskiego[13]
- Park podworski z XIX wieku